# Srovnání webových vyhledávačů
Vyhledávače jsou uvedeny v tabulkách níže pro účely srovnání. První tabulka uvádí společnost stojící za vyhledávačem, objem a reklamní podporu a označuje povahu softwaru používaného jako svobodný nebo proprietární. Druhá tabulka uvádí aspekty ochrany soukromí uživatelů spolu s jinými technickými parametry, jako je například, zda vyhledávač poskytuje personalizace (alternativně vnímáno jako Sociální bublina).

## Seznam vyhledávačů
| Vyhledávač    | Firma                                  | Spuštěno  | Licence           | Indexovaných stránek | Počet dotazů za den | Počítání výsledků hledání | Reklamy   |
| ------------- | -------------------------------------- | --------- | ----------------- | -------------------- | ------------------- | ------------------------- | --------- |
| Ask.com       | IAC                                    | 1996      | proprietární      | —                    | —                   | Ano                       | Ano       |
| Baidu         | Baidu                                  | 2000      | proprietární      | —                    | —                   | Ano                       | Ano       |
| Bing          | Microsoft                              | 1998/2009 | proprietární      | 13 500 000           | —                   | Ano                       | Ano       |
| DuckDuckGo    | DuckDuckGo                             | 2009      | částečně svobodná | —                    | 16 000              | Ne                        | Volitelně |
| Ecosia        | Christian Kroll                        | 2009      | proprietární      | —                    | —                   | Ne                        | Ano       |
| Gigablast     | Nezávislý                              | 2000      | svobodná          | 12 000               | —                   | Ano                       | Ne        |
| Google Search | Alphabet Inc                           | 1998      | proprietární      | 40 000               | 9 022 000           | Ano                       | Ano       |
| Seznam.cz     | Seznam.cz, a.s.                        | 1996      | proprietární      | —                    | —                   | Ne                        | Ano       |
| YaCy          | Nezávislý, Distribuovaný, Peer-to-Peer | 2005      | svobodná          | 1 400 000            | 130 000             | Ano                       | Ne        |
| Yahoo! Search | Yahoo!                                 | 1995      | proprietární      | 10 000               | —                   | Ano                       | Ano       |
| Yandex Search | Yandex                                 | 1997      | proprietární      | 2 000                | —                   | Ano                       | Ano       |

## Digitální práva
| Vyhledávač    | Umístění serverů | Dedikované servery | Data centra                      | Výpočty v Cloudu | Dostupnost HTTPS | Dostupnost skrze Tor | Dostupné odkazy pro vyhledání skrze Proxy brány | Cenzura internetu (země) |
| ------------- | ---------------- | ------------------ | -------------------------------- | ---------------- | ---------------- | -------------------- | ----------------------------------------------- | ------------------------ |
| Baidu         | Čína/Japonsko    | Ne                 | Ne                               | —                | —                | —                    | —                                               | Čína                     |
| Bing          | USA/Čína         | Ano                | SSL blokované v Číně             | Ne               | —                | —                    | —                                               | Čína                     |
| DuckDuckGo    | USA              | Ne                 | Verizon Internet Services        | Amazon EC2       | Ano              | Ano [ 7 ]            | Ne                                              | Ne                       |
| Gigablast     | USA              | Ano [ 9 ]          | Ano [ 9 ]                        | Ne               | —                |                      |                                                 |                          |
| Google Search | USA              | Ano                | výchozí nastavení při přihlášení | Ne               | —                | —                    | —                                               | Argentina, · Čína        |
| Yahoo! Search | USA              | Částečně           | Ano [ 12 ]                       | Ne               | —                | —                    | —                                               | Argentina                |
| Yandex Search | Rusko            | Ano                | Ano [ 13 ]                       | Ne               | —                | —                    |                                                 |                          |

### Sledování a dozor
| Vyhledávač    | HTTP sledovací cookies | Individuální výsledky | sledování IP adres | Sdílení informací[ujasnit] | Neoprávněné odposlouchávání nešifrované backendové komunikace |
| ------------- | ---------------------- | --------------------- | ------------------ | -------------------------- | ------------------------------------------------------------- |
| Baidu         | Ano                    | —                     | —                  | —                          | —                                                             |
| Bing          | —                      | —                     | Ano                | Ano                        | možná před rokem 2014                                         |
| DuckDuckGo    | Ne                     | Ne                    | Ne                 | Ne                         | Ne[zdroj?]                                                    |
| Gigablast     | —                      | Ne                    | Ne                 | Ne                         | Ne                                                            |
| Google Search | —                      | volitelně             | Ano                | Ano                        | možná před rokem 2013                                         |
| Yahoo! Search | —                      | —                     | Ano                | Ano                        | možná před rokem 2014                                         |
| Yandex Search | —                      | Ano                   | —                  | Omezeně                    | —                                                             |